# 熊本県道239号御船甲佐線
熊本県道239号御船甲佐線（くまもとけんどう239ごう みふねこうさせん）は、熊本県上益城郡御船町から上益城郡甲佐町に至る一般県道である。

## 概要

### 路線データ
- 起点：熊本県上益城郡御船町大字小坂（国道445号（熊本県道104号熊本浜線重複区間）交点）
- 終点：熊本県上益城郡甲佐町大字中山（熊本県道240号今吉野甲佐線交点）

## 歴史
- 1997年（平成9年）4月1日 - 路線認定[1]。

※従来の熊本県道239号白旗御船線に宇城中部農道の一部区間を加えたもの（形式的には白旗御船線を廃止し、新たに御船甲佐線を認定した）。
- 2018年（平成30年）3月27日 - 熊本県告示第274号により上益城郡御船町小坂 - 辺田見交差点間の国道445号バイパスと並行する旧道が国道指定から外れ起点が滝川交差点間から小坂に変更[2]。

## 路線状況

### 重複区間
- 熊本県道106号嘉島甲佐線（上益城郡甲佐町大字白旗）

## 地理

### 通過する自治体
- 上益城郡御船町
- 上益城郡甲佐町

### 交差する道路
| 交差する道路                         | 市町村名 | 市町村名 | 交差する場所 | 交差する場所 |
| ------------------------------------ | -------- | -------- | ------------ | ------------ |
| 国道445号 熊本県道104号熊本浜線 重複 | 上益城郡 | 御船町   | 大字小坂     | 起点         |
| 熊本県道106号嘉島甲佐線 重複区間起点 | 上益城郡 | 甲佐町   | 大字白旗     |              |
| 熊本県道106号嘉島甲佐線 重複区間終点 | 上益城郡 | 甲佐町   | 大字白旗     |              |
| 熊本県道38号宇土甲佐線               | 上益城郡 | 甲佐町   | 大字田口     |              |
| 熊本県道240号今吉野甲佐線            | 上益城郡 | 甲佐町   | 大字中山     | 終点         |

### 沿線
- 緑川
- 平成音楽大学